# Operacionalizace
Operacionalizace v sociálních vědách je procedurou překládání pojmů z teoretického do observačního jazyka.
Je procesem rozvinutí specifických výzkumných procedur (operací), které vyústí v empirickém pozorování daných abstraktních konceptů v reálném světě.
Obecně jde o problém zaměřenosti pozorování, výběru toho, co má být zkoumáno a propojení teoretické a empirické hladiny procesu poznání. Operacionalizace přechází od zadání výzkumu a vymezení jeho předmětu až k technikám sběru a zpracování dat. Jedná se o transformaci výchozích hypotéz do roviny jednotlivých znaků. Výsledkem je operacionální definice jednotlivých pojmů a řešení problematiky měření, ve kterém se rozebírají i vztahy mezi jednotlivými znaky. Ve vědě se ovšem vyskytují i výroky nebo koncepty, které jsou obtížně operacionalizovatelné, jsou těžce měřitelné nebo dosud neprověřené.

## Počátky operacionalizace
Vývoj v oblasti přírodních věd na začátku dvacátého století zapříčinil větší zájem o způsob zjišťování vlastností při vytváření nových pojmů. Problém operacionalizace byl vymezený americkým fyzikem P. W. Bridgmanem v knize The Logic of Modern Physics (1927). Ústřední myšlenkou této knihy byla teze, že jakýkoli koncept nepředstavuje více než množinu operací a jako synonymum jí odpovídá.
Bridgman vyjádřil hlavní ideje operacionalismu, přestože sám termínu "operacionalismus" nepoužíval. V knize The Logic of Modern Physics důrazně podtrhl nutnost analýzy smyslu vědeckých pojmů a zformuloval zároveň určité metodologické postupy. Bridgman soustředil pozornost na to, že teorie relativity nejenže zásadně změnila naše představy o světě, ale i nově formulovala celou řadu logických problémů, spojených s interpretací matematických formalismů, používaných ve fyzice, a s vysvětlením významu fyzikálních pojmů. Na základě úvah o logickém smyslu procedur, jichž používal Albert Einstein při definici základních pojmů speciální teorie relativity, dospěl Bridgman k závěru, že navzdory všeobecně platnému názoru, podle něhož většina pojmů klasické fyziky charakterizuje vlastnosti věcí, skutečný smysl fyzikálních pojmů spočívá v souhrnu experimentálních operací, nebo přesněji, v souhrnu operací měření.
Bridgman také požaduje, aby všechny vědecké pojmy byly operacionálně definovány. Jako příklad uvádí pojem délky, který je definovaný v případě, kdy jsou stanoveny operace, jejichž prostřednictvím se délka měří.

## Koncepce operacionalizace P. F. Lazarsfelda
Klasická sociologická koncepce operacionalizace pochází od P. F. Lazarsfelda, který patří mezi hlavní představitele neopozitivismu, i když nepřijímal všechny jeho požadavky. K teoretickým přístupům reprezentujícím tehdejší sociologii se stavěl skepticky, ale zároveň nepodlehl tzv. primitivnímu (brutálnímu) empiricismu.
P. F. Lazarsfeld zavedl problém definování proměnných, tedy určitých souborů hodnot (atributů), kde každá proměnná vždy sleduje klasifikační aspekt. Při tvorbě proměnných je potřebné definovat a operacionalizovat výchozí/počáteční pojmy a vychází se především z každodenní praxe a zkušeností.
Ve svojí teorii rozlišuje čtyři základní etapy:
1. Vytvoření intuitivní představy pojmu.
2. Specifikace pojmu a jeho rozčlenění na jednotlivé aspekty.
3. Výběr vhodných indikátorů. Z nekonečného množství je potřebné vybrat jen omezený počet a hlavním zdrojem hledaných indikátorů je zkušenost každodenního života.
4. Formování znaku.

Podle Lazarsfelda je tedy operacionální definice soubor indikátorů, který přiřazujeme k určitému pojmu.

## Princip adekvátnosti operacionalizace
Princip adekvátnosti operacionalizace upozorňuje na nebezpečí záměny obecného jazyka s jazykem užívaným ve vědě. V takové situaci může následkem dojít k záměně perspektivy člena společnosti a výzkumníka, což je nežádoucí.
Dle principu adekvátnosti by každá sociologická výpověď měla nabízet vhodný překlad do nevědeckého jazyka. Tento překlad musí být srozumitelný osobám, jejichž činnost je s danou sociologickou výpovědí spojena, a osoby samy v ní musí být schopny své konání rozpoznat. Daná skupina osob je pak jediná oprávněná k posouzení, zda jsou výsledky výzkumu v souladu s realitou či nikoli.

## Způsoby provedení
Základní rozdělení způsobů provedení operacionalizace je dle M. Illnera a M. Foreta stanoveno na taxativní a dynamický (resp. systematický) přístup.

### Taxativní přístup
Při použití taxativního přístupu jsou prvky horizontálně a vertikálně urovnány, dochází k vytvoření shrnutí jednotlivých empirických charakteristik. Tento přístup je v praxi poměrně běžný. K jeho výběru dochází například z důvodu časové tísně  či málo rozvinuté výchozí teorie. Taxonomie nespecifikuje požadavky výběru indikátorů ani předpoklady o vztazích mezi znaky, což patří mezi její základní nevýhody. Při nesprávném provedení může dojít k nejasnostem při analýze získaných dat.

### Dynamický přístup
Cílem dynamického nebo systémového přístupu je naopak model, v němž jsou utříděny proměnné včetně všech domnělých relací. V případě dynamického přístupu je nutná přesnější identifikace předmětu a dostačující informovanost o elementárních vztazích v rámci něj i s jeho okolím. Jeho hlavní výhoda spočívá v komplexním vnímání korelací. Vztah dvou proměnných z různých oblastí vytvořeného systému by nikdy neměl být zkoumán izolovaně.